# أوليفييه سورين

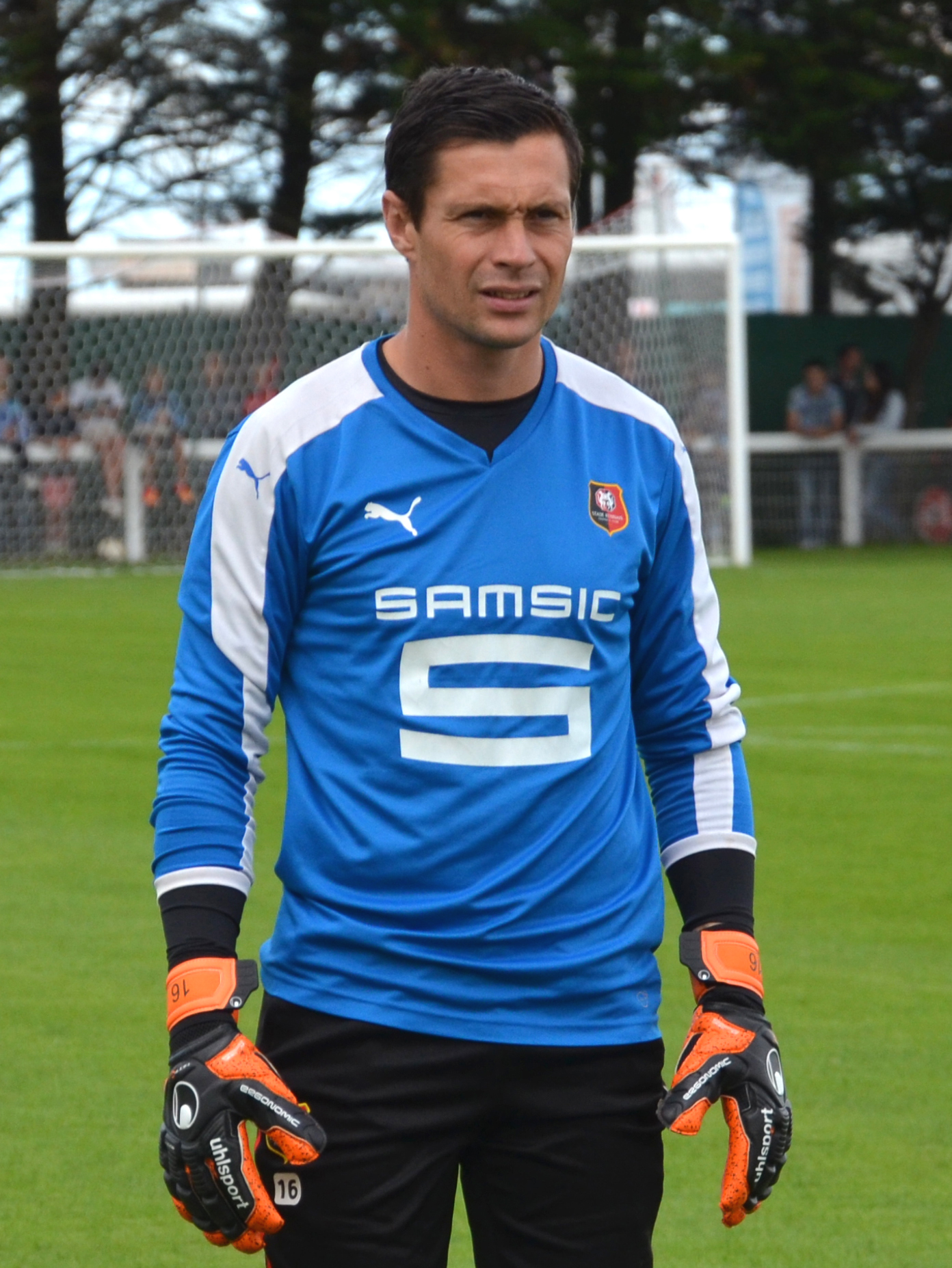

أوليفييه سورين (بالفرنسية: Olivier Sorin)‏ (مواليد 16 أبريل 1981 في غين - فرنسا) لاعب كرة قدم فرنسي يلعب حاليا لصالح نادي الدرجة الأولى أوكسير الفرنسي منذ 2006 في مركز حارس مرمى .

## روابط خارجية
- أوليفييه سورين على موقع رابطة كرة القدم الفرنسية للمحترفين (الإنجليزية)
- أوليفييه سورين على موقع قاعدة بيانات كرة القدم.إي يو (الإنجليزية)
- أوليفييه سورين على موقع ليكيب (الفرنسية)
- أوليفييه سورين على موقع Soccerway.com (الإنجليزية)
- أوليفييه سورين على موقع عالم كرة القدم.نت (الإنجليزية)
- أوليفييه سورين على موقع كووورة
- أوليفييه سورين على موقع AS.com (الإسبانية)